# Radio Studio 54 Network
Radio Studio 54 Network (mai bine cunoscut sub numele Studio 54 Network) este o stație italiană privată de radio care are sediul în Locri, Calabria. Transmisia Studioului 54 Network este recepționată în nouă provincii din cinci regiuni aflate în sudul Italiei (Messina, Reggio Calabria, Vibo Valentia, Catanzaro, Crotone, Lecce, Potenza, Salerno).
Programul radioului constă în transmiterea unor hit-uri muzicale și a informațiilor în timp real, acestea fiind actualizate de 28 de ori pe zi.

## Personal (în prezent)
- Distribuitor: Francesco Massara.
- Ingineri: Giuseppe Romeo, Mimmo De Marco,Piero Fiumanò, Vincenzo Macrì
- Conductori: Rossella Laface, Alex Albano, Enzo DiChiera, Marika Torcivia, Demetrio Malgeri, Franco Siciliano, Paolo Sia, Mara Rechichi
- Responsabil pentru înregistrare: Daniela Panetta
- Muzica Programarori: Francesco D'Augello, Daniela Panetta [1]

## Personalul din trecut
Memmo Minniti, Tommaso Massara, Clementina Parretta, Enzo Gatto, Francesca Ritorto, Pino Martelli, Espedita Rechichi, Sergio Minniti, Gianluca Laganà, Rossana Pedullà, Ugo La Macchia, Paolo Guerrieri, Antonio Lombardo, Rosy Carelli, Giuseppe Galluzzo, Peppe Lentini, Paolo Guerrieri, Chiara Mearelli, Luca Filippone, Enrico Ventrice, Valentina Ammirato, Luciano Procopio, Massimo Apa,  Emily și Debora LoGiacco,  Barbara Costa, Pasquale Fragomeni, Roberta Rupo, Veronica De Biase, Valentina Geracitano, Francesco Cunsolo, Francesco Parasporo, Antonella Romeo, Eleonora Femia, Rosana și Regina Garofalo, Debora Sainato, Ugo Lully Tommaselli, Pino Trecozzi, Luigi Grandinetti, Eddy și Ottavia Lombardo, Antony Greco, Sandro Pascuzzo, Giuseppe Evalto, Stefania Morabito.

## Studio 54 LiveTour
Studio 54 LiveTour este un spectacol în aer liber care a început în anul 2000. Arată travellling (de asemenea, transmis în direct pe internet), durează o zi întreagă și include invitați speciali, muzică, jocuri, divertisment, și o discotecă.

## Studio 54 Angels

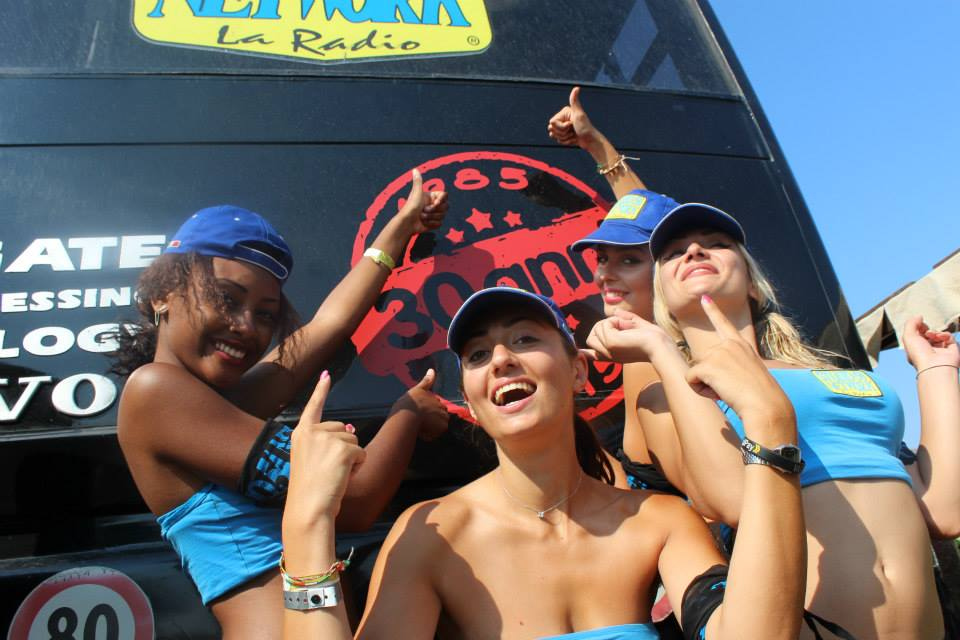
Cele Studio 54 Angels

Cele 54 Angels sunt "Fete imagine" din Studio 54 Network. Conceput pentru a sprijini toate activitățile externe ale Studio 54 Network, a devenit în 2010 o echipă de animație de orice eveniment, indiferent dacă sunt sau nu produse de Studio 54 Network.
Acestea sunt echipate cu unități mobile descoperite, cum ar fi jeep-uri sau masini convertibile, datorită cărora ei pot ajunge rapid la evenimentele cerute.
Echipa extern Studio 54 Network, precum și organizarea de promoții Instore la nivel național, să îndeplinească modele de livrare, și sunt structurate de a presta servicii în furnizarea directă a companiilor și a profesioniștilor în materie de subcontractare și alte agenții din sectorul. Studio 54 Network oferă o gamă largă de hostess si modele selectate din întreaga țară.

## Studio 54 Stargate
Studio 54 Stargate găzduiește activitățile principale ale stației și emisiuni live. Acesta este un post de radio mobil complet echipat și studio de televiziune care cuprinde trei unități: o consolă creativă pentru audio și video, plus două unități separate pentru producție, post-producție și streaming audio-video.